# Християнсько-соціальний союз
Християнсько-соціальний союз (ХСС, нім. Christlich-Soziale Union, CSU) — правоцентристська християнсько-консервативна політична партія Баварії. Багаторічно й беззмінно є найвпливовішою партією Баварії, очолює Баварський земельний уряд. На федеральному рівні (в бундестагу та уряді ФРН) у союзі з братньою партією Християнсько-демократичним союзом утворює єдину фракцію ХДС/ХСС. Але в організаційному сенсі зберігає самостійність.

## Статистика і факти
- Кількість членів: 153.890[3] (на кінець 2010). Партія стабільно втрачає своїх членів: 162.533 (2008); 178.347 (2000), 186.198 (1990)[4]
- з них жінок 18,8 %
- присутність в Бундестазі: 42 депутатських місця з 622 (7,2 %)
- мінімальний вік членів: 16 років.

Голова партії (з 2019) — Маркус Зедер; генеральний секретар — Маркус Блюме.
50 відсотків членів партії позиціонують себе як середній прошарок середнього класу, 30 % вважають себе верхнім прошарком і 15 % — нижнім середнього класу. 3 % вважають, що належать до нижчих і 2 % до вищих прошарків суспільства. 15 % — це наймані працівники-службовці і 20 % державні службовці (чиновники). Частка робітників дорівнює 7 % (у середньому по Німеччині 14 %). Пенсіонерів — 29 % (загалом у Німеччині в партіях 34 %), молоді (до 29 років) 5,5 %; найбільша частка членів 51,8 % в активному віці 30–59 років.
ХСС має серед партій Німеччині найбільшу частку членів, що мають вищу освіту, — 39 %.

## Історія
Заснована 1945 року з різних християнсько-соціалістичних груп у Мюнхені і Вюрцбурзі. Протягом всієї своєї історії, за винятком 1954—1957 років, партія очолює земельний уряд Баварії.
На відміну від християнсько-консервативних партій та груп інших федеральних земель Німеччини, що злилися з ХДС, відхилила пропозицію з боку Конрада Аденауера про об'єднання з християнськими демократами і лишилася незалежною.
У 1949—1969, 1982—1998, з 2005 донині представники ХСС входять до складу урядових коаліцій ФРН разом з ХДС. Як і ХДС, ХСС дотримується консервативнішої політичної ідеології.

## УЄвропейському Союзі
Усупереч своїй євроскептичній позиції, ХСС позиціонує себе як європейська партія і обстає за регіонально (національно) стабільну Європу, що базується на принципах федералізму та субсідіарності. Разом із десятьма іншими європейськими християнсько-демократичними та громадянсько-консервативними партіями 8 липня 1976 року ХСС заснував Європейську народну партію. З часу введення прямих виборів до Європарламенту 1979 року ХСС постійно має там представництво в кількості від семи до десяти своїх депутатів. У 1987—1995 рр. член ХСС Петер Шмідхубер (Peter Schmidhuber) у третій Європейській комісії на чолі з Жаком Делором був відповідальним за регіональну політику та ринкову економіку, а зі січня 1989 також за бюджетний контроль.

## Голови партії
- Йозеф Мюллер (Josef Müller) — перший голова партії (1946—1949)
- Ганс Ехард (Hans Ehard) — голова партії (1949—1955), прем'єр-міністр Баварії (1946—1954 та 1960—1962)
- Ганнс Зайдель (Hanns Seidel) — голова партії (1955—1961)
- Франц Йозеф Штраус — голова партії (1961—1988), багаторазово на різних федеральних міністерських посадах
- Теодор Вайгель (Theodor Waigel) — голова партії (1988—1998), федеральний міністр фінансів (1989—1998)
- Едмунд Штойбер — голова партії (1999—2007), прем'єр-міністр Баварії 2003—2007
- Горст Зеегофер — голова партії (2008—2019) і прем'єр-міністр Баварії (2008—2018).
- Маркус Зедер — голова партії (з 2019), прем'єр-міністр Баварії (з 2018).